# Habitatge al carrer de Santa Anna, 19 (Tortosa)
L'Habitatge al carrer de Santa Anna, 19 és una obra modernista de Tortosa inclosa a l'Inventari del Patrimoni Arquitectònic de Catalunya.

## Descripció
Habitatge de 4m de façana aproximadament, format per planta baixa, tres pisos i golfes. La planta és només d'accés amb porta gran d'arc escarser. Tota la planta és de carreus grans de pedra arenisca, remarcant els muntants i l'arc de la porta. En els pisos, el parament es troba arrebossat en els extrems, també a les línies de separació dels pisos i emmarcament de finestres, simulant carreus. El llindar de les finestres treballat amb esgrafiats senzills de formes vegetals entrellaçades forçà estilitzades. La resta de forjats es cobreixen amb maó vist col·locat de pla, de cara exterior molt fina. Teulada a una vessant amb ràfec compost de senzilles motllures i un fris de fusta a la base amb treball semblant a l'endauat.

## Història
Forma part del barri que, junt amb el de Remolins, formaven a l'Edat Mitja, el sector d'establiment jueu de la ciutat. El carrer on es troba sembla que rep el nom d'un antic temple que hi havia hagut aquí.